# Scott Storch

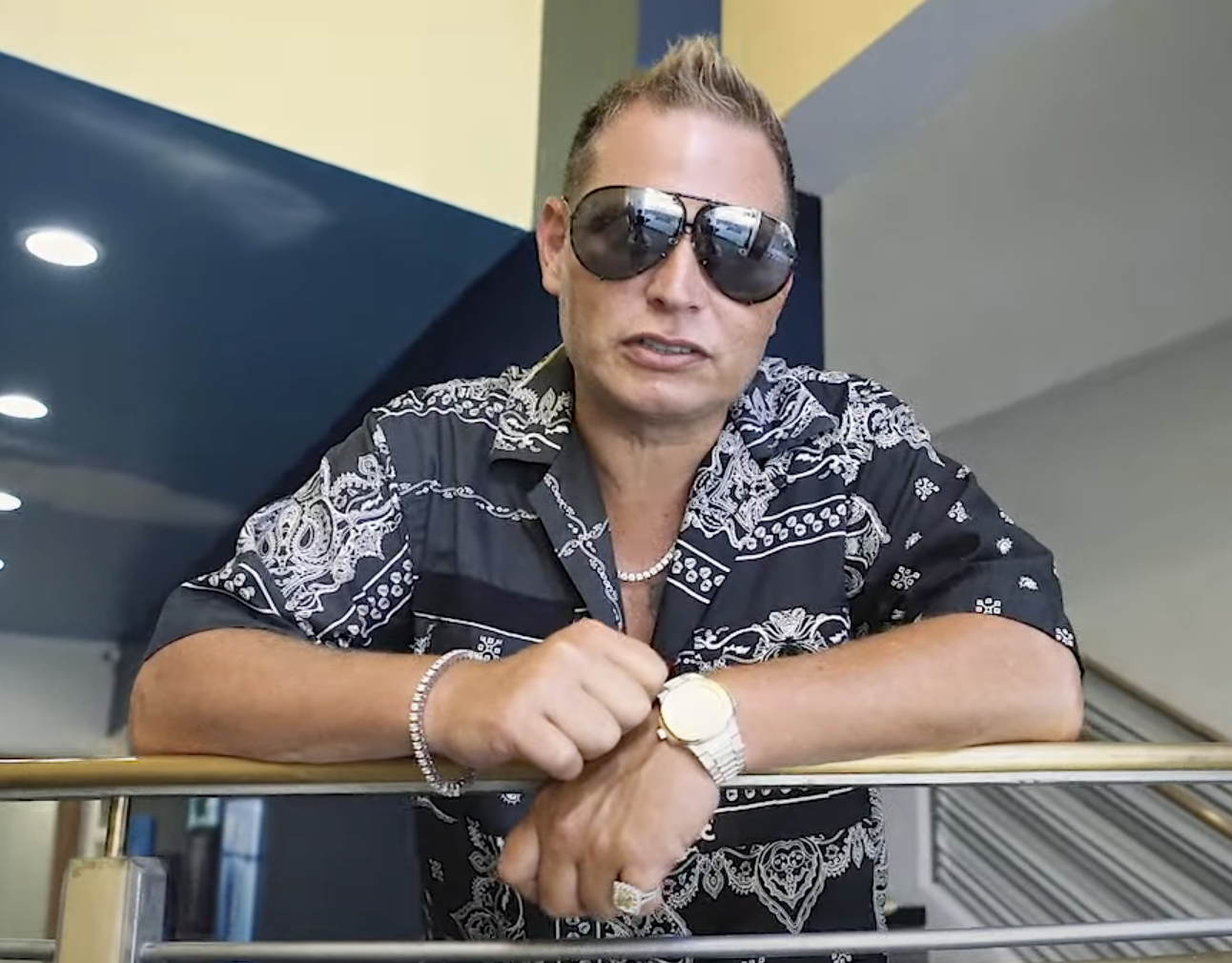
Scott Storch (2021)

Scott Spencer Storch (* 16. Dezember 1973 in Long Island, New York) ist ein US-amerikanischer Musikproduzent und Songwriter. Er wurde ursprünglich als Keyboarder der Hip-Hop-Gruppe The Roots bekannt.

## Biografie
Storch ist als eines von drei Kindern in einer jüdischen Familie aufgewachsen.
Mitte der 90er wurde er von Dr. Dre entdeckt und für dessen Label Aftermath Records verpflichtet. Von da an beteiligte Storch sich als Co-Produzent und Keyboarder an einer Vielzahl verschiedenster Hip-Hop-Produktionen, darunter Alben von Snoop Dogg, Eve und Busta Rhymes. 2002 wurde er erstmals einem größeren Publikum bekannt; als Produzent von Christina Aguileras Singles Fighter und Can’t Hold Us Down oder auch P!nks Family Portrait.
Der bekannte Hip-Hop Produzent Timbaland spielte abfällig auf Storch an, als er ihn im Song Give It to Me als „piano man“ bezeichnete. Storch konterte darauf mit dem Disstrack Built Like Dat (mit NOX). In diesem Track spielte er auf Timbalands angeblichen Anabolika-Konsum an. Timbaland und Scott Storch beendeten den Streit jedoch Anfang 2008, nachdem Timbaland ihn in seinem Haus besucht hatte.

## Diskografie
Singles
- 2015: Brick Wall (mit TAI feat. Hell Yes)
- 2020: Fuego del calor (feat. Ozuna, Tyga & Capo Plaza)
- 2020: Fuego del calor (feat. Ozuna & Tyga; Rang 18 der deutschen Single-Trend-Charts am 14. August 2020[4])

## Produzierte Musikwerke (Auswahl)

### 1998
- Jazzyfatnastees & The Roots – Let It Go

### 1999
- Rahzel feat. Vinia Mojica – Carbon Copy (I Can’t Stop)
- The Roots – Silent Treatment
- The Roots – The Notice
- The Roots – You Got Me
- The Roots – Y’all Know Who
- The Roots – Ain’t Sayin’ Nothin’ New
- The Roots – Adrenaline!
- The Roots – What You Want
- Dr. Dre feat. Snoop Dogg – Still D.R.E.

### 2000
- Busta Rhymes – Bladow!!
- Dice Raw – If You Want It
- Flo Brown, Common, Mos Def, Jazzyfatnastees, Dice Raw & The Roots – Hurricane
- Xzibit – X

### 2001
- Amel Larrieux & The Roots – Glitches
- Method Man & Redman – Let’s Do It
- Mobb Deep – Live Foul
- Mobb Deep – There I Go Again / So Long
- P!nk – Family Portrait
- The Underdogs – Ain’t Nothing Wrong With That
- Eve – Let Me Blow Ya Mind
- Eve feat. Styles P – That’s What It Is
- E-Dub – Who Dat Iz
- Busta Rhymes – Break Ya Neck

### 2002
- Onyx – Wet the Club
- Sean Paul feat. Beyoncé Knowles – Baby Boy
- Boyz II Men – Roll Wit Me
- Justin Timberlake – Cry Me a River
- Justin Timberlake – (And She Said) Take Me Now
- The Roots – Pussy Galore
- Christina Aguilera feat. Lil’ Kim – Can’t Hold Us Down
- Christina Aguilera – Walk Away
- Christina Aguilera – Fighter
- Christina Aguilera – Infatuation
- Christina Aguilera – Loving Me 4 Me
- Christina Aguilera – Underappreciated
- Christina Aguilera – Keep On Singin’ My Song
- Next – I’m Tryin’ to What
- Jazzyfatnastees – Tumbling
- Slum Village – Get Live
- Truth Hurts – Real

### 2003
- G Unit – Poppin’ Them Thangs
- Ja Rule – Clap Back
- Beyoncé – Naughty Girl
- Beyoncé – Me, Myself and I
- Lil’ Kim feat. Missy Elliott – (When Kim Say) Can You Hear Me Now?
- Lil’ Kim feat. Twista – Thug Luv
- Loon – You Don’t Know
- Memphis Bleek – We Ballin’
- Ginuwine – Locked Down
- Ginuwine – Sex
- Ginuwine – Bedda Man

### 2004
- Janet Jackson – Island Life
- The Roots – Don’t Say Nuthin
- The Roots – Duck Down!
- Terror Squad – Lean Back
- Mario – Let Me Love You
- Mario – Call the Cops
- Fabolous – Round & Round
- 2Pac feat. Ronald Isley – Po Nigga Blues
- Knoc-Turn’al feat. Snoop Dogg – The Way I Am
- Raven-Symoné – Backflip
- Jadakiss feat. Nate Dogg – Time’s Up
- Young Gunz feat. Jay-Z – Never Take Me Alive

### 2005
- Chris Brown feat. Juelz Santana – Run It!
- Chris Brown – Gimme That
- Corey Clark – Out of Control
- Jaguar Wright – So High
- YoungBloodZ – Chop Chop
- Floetry feat. Common – SupaStar
- Floetry – My Apology
- Toni Braxton – Please
- Lil’ Kim – Lighters Up
- Missy Elliott – Meltdown
- Ruff Ryders – Get Wild
- Chamillionaire feat. Lil’ Flip – Turn It Up
- R. Kelly feat. The Game – Playa’s Only
- Vivian Green – Wish We Could Go Back
- Vivian Green – Mad
- 50 Cent feat. Olivia – Candy Shop
- 50 Cent – Just a Lil Bit
- Ricky Martin feat. Amerie & Fat Joe – I Don’t Care

### 2006
- Method Man – Is It Me
- DMX – Give 'Em What They Want[5]
- Jessica Simpson – Fired Up
- Tyrese feat. Method Man – Get It In
- Yo Gotti feat. Pooh Bear – That’s What They Made It Foe
- Jaheim – Forgetful
- Governor – Destiny
- Kelis – Trilogy
- Ice Cube – Why We Thugs
- Ice Cube – Steal the Show
- Birdman & Lil Wayne – You Ain’t Know
- Fat Joe feat. Lil Wayne – Make It Rain
- Fat Joe – Think About It
- Mario Vazquez feat. Fat Joe – Cohiba
- Paris Hilton – Turn It Up
- Paris Hilton feat. Fat Joe & Jadakiss – Fightin’ Over Me
- Paris Hilton – Jealousy
- Paris Hilton – Heartbeat
- Paris Hilton – Turn You On
- Juvenile – Sets Go Up
- Juvenile – Say It to Me Now
- Daz Dillinger feat. Kurupt – Money on My Mind
- Ruben Studdard – What Tha Business Is
- Remy Ma – Conceited
- Brooke Hogan feat. Paul Wall – About Us
- Brooke Hogan feat. Beenie Man – Heaven Baby
- Brooke Hogan – Next Time
- Brooke Hogan – For a Moment
- Brooke Hogan – My Space
- Brooke Hogan – All About Me
- Brooke Hogan feat. Stack$ – My Number
- Brooke Hogan – One Sided
- Brooke Hogan – Letting Go
- Brooke Hogan feat. Nox – Dance Alone
- Beenie Man feat. Brooke Valentine – Dutty Wine Gal

### 2007
- Kaskade feat. Floetry – Supastar
- Daddy Yankee – Impacto
- Lil’ Flip feat. Collie Buddz – Tell Me
- Keyshia Cole – Give Me More
- The Game – Let’s Ride
- Kelly Rowland – Comeback
- Kelly Rowland – Work
- 2XL feat. Candy Hill – Magic City
- Redman – Freestyle Freestyle

### 2008
- KeAnthony – Down Girl
- Re-Up Gang – Fast Life
- Mariah Carey feat. Young Jeezy – Side Effects
- Bun B feat. Pimp C & Chamillionaire – I Luv That
- The Game feat. Chrisette Michele – Let Us Live

### 2009
- Gucci Mane – Bingo
- B.G. – 4 A Minute

### 2010
- Big Boi – Shutterbugg

### 2013
- Urban Mystic – I Refuse

### 2014
- Chris Webby – Set It Off

### 2016
- The Game feat. Jeremih – All Eyez

### 2017
- Russ – Wife You Up
- Russ – Think Twice
- Russ – Prosper
- Russ – Maybe

### 2018
- Trippie Redd – Taking a Walk
- Russ – Back to Life
- Kollegah – Löwe
- 6ix9ine – WONDO

### 2019
- Roddy Ricch – Down Below
- Chris Brown – Undecided

### 2021
- HitField – On My Mind